# أرومينية
الأرومينية (الاسم العلمي: Blastocladiomycota) هي شعبة من الفطريات تتبع تحت مملكة الفطريات الأرومية.

## التصنيف
- الشعبة الأرومينية
  - الطائفة الأرومانية
    - رتبة الأروميات
      - الفصيلة الأرومية
        - جنس الأروماء